# El Zapote, Acapulco de Juárez
El Zapote är en ort i Mexiko.   Den ligger i kommunen Acapulco de Juárez och delstaten Guerrero, i den södra delen av landet, 280 km söder om huvudstaden Mexico City. El Zapote ligger 223 meter över havet och antalet invånare är 312.
Terrängen runt El Zapote är kuperad. Runt El Zapote är det tätbefolkat, med 397 invånare per kvadratkilometer. Närmaste större samhälle är Acapulco, 14,7 km söder om El Zapote. I omgivningarna runt El Zapote växer huvudsakligen savannskog.